# San José el Porvenir, Chiapas
San José el Porvenir är en ort i Mexiko.   Den ligger i kommunen Huixtán och delstaten Chiapas, i den sydöstra delen av landet, 800 km öster om huvudstaden Mexico City. San José el Porvenir ligger 2 333 meter över havet och antalet invånare är 213.
Terrängen runt San José el Porvenir är kuperad. Runt San José el Porvenir är det ganska tätbefolkat, med 90 invånare per kvadratkilometer. Närmaste större samhälle är San Cristóbal de las Casas, 14,2 km väster om San José el Porvenir. I omgivningarna runt San José el Porvenir växer huvudsakligen savannskog.